# Clavatula petzyae
Clavatula petzyae é uma espécie de gastrópode do gênero Clavatula, pertencente a família Clavatulidae.